# Scooby-Doo 2. – Szörnyek póráz nélkül
A Scooby-Doo 2. – Szörnyek póráz nélkül (eredeti cím: Scooby-Doo 2: Monster Unleashed) egy 2004-es amerikai élőszereplős animációs kalandfilm, a 2002-es Scooby-Doo – A nagy csapat folytatása és ami a Hanna-Barbera által készített Scooby-Doo című sorozat alapján készült. A filmet Raja Gosnell rendezte, a történetet James Gunn írta.
Az Amerikai Egyesült Államokban 2004. március 26-án, Magyarországon 2004. április 8-án mutatták be a mozikban.

## Történet
A Rejtély Rt. székhelyén, Menőfalván múzeum nyílik, ahol a csapat által leleplezett gaztevők szobrait állítják ki. Ám minden a feje tetejére áll, amikor a kiállított lények életre kelnek, és az emberekre támadnak, akiket egy gonosz álarcos ember hozott létre azért, hogy rettegésben tartsa velük a várost. Fred, Diána, Vilma, Bozont és Scooby-Doo azt gyanítja, hogy valamelyik korábbi ellenségük próbál így bosszút állni rajtuk, így rögvest nyomozásba kezdenek, miközben Scooby és Bozont próbálnak hasznosak lenni, Vilma pedig összejön egy sráccal, de ehhez kell egy kis segítség.

## Szereplők
| Szereplő                  | Színész               | Magyar hang      |
| ------------------------- | --------------------- | ---------------- |
| Norville „Bozont” Rodgers | Matthew Lillard       | Fekete Zoltán    |
| Fiatal Bozont             | Cascy Beddow          | Fekete Zoltán    |
| Lány Bozont               | Nazanin Afshin-Jin    | Fekete Zoltán    |
| Diána Blake               | Sarah Michelle Gellar | Hámori Eszter    |
| Fiatal Diána              | Emily Tennant         | Hámori Eszter    |
| Vilma Dinkley             | Linda Cardellini      | Madarász Éva     |
| Fiatal Vilma              | Lauren Kennedy        | Madarász Éva     |
| Fred "Freddie" Jones      | Freddie Prinze Jr.    | Markovics Tamás  |
| Fiatal Fred               | Ryan Vrba             | Markovics Tamás  |
| Jeremiah Wickles          | Peter Boyle           | Szélyes Imre     |
| Patrick Wisely            | Seth Green            | Lippai László    |
| Heather Jasper-How        | Alicia Silverstone    | Orosz Helga      |
| Gonosz álarcos rém        | Scott McNeil          | Melis Gábor      |
| Aggie Wilkins             | Karin Konoval         | Némedi Mari      |
| Dr. Jonathan Jacobo       | Tim Blake Nelson      | Kassai Károly    |
| Cserkészlány              | Brenna O’Brien        | Molnár Ilona     |
| Befektető 1               | Arthur McIlroy        | Lázár Sándor     |
| Sofőr                     | Bill Meilen           | Holl János       |
| Ned                       | Zahf Paroo            | Sörös Miklós     |
| Idegesítő lány 1          | Morgan Brayton        | Kiss Anikó       |
| Idegesítő lány 2          | Lisa Ann Beley        | Farkasházi Réka  |
| Idegesítő lány 3          | Tara Fynn             | Fényes Erika     |
| Biciklis kölyök 1         | Bradley Gosnell       | Jelinek Márk     |
| Biciklis kölyök 2         | Calum Worthy          | Baradlay Viktor  |
| C.L. Magnus               | Stephen E. Miller     | Albert Péter     |
| '49-es bányász            | C. Ernst Harth        | Albert Péter     |
| Férfi a kocsiban          | Andrew Jackson        | Garamszegi Gábor |
| Harry Lang                | Jeff Tanner           | Bácskai János    |
| Hányós riporter           | Bill Mondy            | Kossuth Gábor    |
| Szereplő                  | Eredeti hang          | Magyar hang      |
| Scooby-Doo                | Neil Fanning          | Vass Gábor       |
| Fiatal Scooby-Doo         | Neil Fanning          | Vass Gábor       |
| Tasmán ördög              | Neil Fanning          | Vass Gábor       |
| Okos Scooby-Doo           | J.P. Manoux           | Vass Gábor       |
| Fekete Lovag              | Bob Papenbrook        | Bognár Tamás     |
| Tar szörny                | Michael Sorich        | Bognár Tamás     |
| Vattacukros bácsi         | Michael Sorich        | Bácskai János    |
| Zombi                     | Dee Bradley Baker     | Bácskai János    |
| Vörösszemű csontváz       | Dee Bradley Baker     | Szokol Péter     |
| Zöldszemű csontváz        | Wally Wingert         | Szokol Péter     |
| Tízezer voltos szellem    | Terrence Stone        | Katona Zoltán    |

## Díjak és jelölések
- Golden Trailer Awards (2004): Legjobb animációs / családi film trailere jelölés
- Arany Málna díj (2005): Legrosszabb előzményfilm, remake, koppintás vagy folytatás
- The Stinkers Bad Movie Awards (2004): Least "Special" Special Effects jelölés
- The Stinkers Bad Movie Awards (2004): Worst Sequel jelölés
- Taurus World Stunt Awards (2005): Legjobb kaszkadőrjelenet (nő) jelölés